# Békéscsaba
Békéscsaba (ˈbeːkeːʃˌtʃɒbɒ; in tedesco: Tschabe; in slovacco: Békešská Čaba; in rumeno: Bichișciaba; in italiano storico: Ciabapacifico) è una città che si trova nel Sud-est dell'Ungheria. È il capoluogo della Contea di Békés.
Il piccolo paese dista circa 200 km da Budapest e circa 35 km dal confine con la Romania.

## Società

### Evoluzione demografica
Demograficamente, a seguito di alterne vicende storiche ed a causa della sua vicinanza con la Romania e l'Ucraina la città ha una composizione etnica molto varia. Secondo il censimento del 2001 gli abitanti residenti sono 67.383, rispettivamente di etnia:
- ungherese 93,8%
- slovacca 6%
- tedesca 0,6%
- rom 0,4%
- romena 0,4%
- ucraina 0,2%
- slovena 0,1%
- altri 5,6%

Dal censimento del 1880 risulta che la città era abitata principalmente da slovacchi, 25.339, mentre gli ungheresi erano 6.579.

## Storia
L'area dove ora sorge la città era abitata sin dalla preistoria.
Durante l'Età del ferro la zona fu oggetto di conquista da parte degli Sciti, in seguito sopraggiunsero i Celti che a loro volta furono sovrastati dagli Unni.
Infine con la conquista dei magiari il territorio rimase saldamente nelle loro mani e numerosi furono i villaggi che sorsero nel circondario.
Tra questi il villaggio di Csaba fu il primo ad essere menzionato nel 1330, il cui nome è di origine turca (nella zona tuttora è anche un popolare nome maschile).
Oltre a Csaba vi erano altri otto villaggi nel perimetro dove ora sorge il centro urbano.
Quando i Turchi conquistarono l'Ungheria nel XVI secolo, ed il Paese divenne parte dell'Impero ottomano, il piccolo centro abitato sopravvisse, ma fu distrutto poco tempo dopo durante la lotta contro i conquistatori nel XVII secolo.
Nel 1715 si parla di Csaba come di un posto deserto, ma solo un anno dopo il suo nome era rintracciabile in un documento che la elencava tra le cittadine che pagavano le tasse. Probabilmente la nuova Csaba fu fondata da János György Harruckern, un latifondista ungherese di origine tedesca che si era particolarmente distinto nella guerra di liberazione contro i Turchi e acquistò l'area della contea di Békés.
Dal 1847 la città era annoverata tra le venti più grandi d'Ungheria, con una popolazione che contava 22.000 abitanti.
Nonostante ciò, Csaba era nei fatti ancora come un grande villaggio, con strade fangose e case ammassate.
Nel 1858 la ferrovia raggiunse la città. Questo evento apportò un notevole sviluppo per il centro magiaro: nuove case e fabbriche videro la luce e la città iniziò a prosperare.
Tuttavia, dopo anni lucenti arrivò la crisi e verso la fine del XIX secolo la disoccupazione crescente finì per esasperare gli animi di molti degli abitanti di Békéscsaba; questi esplosero in una rivolta nel 1891 che fu repressa anche grazie all'aiuto di soldati provenienti dalla vicina Romania.
Durante tale periodo una della personalità più importanti di tale centro, politicamente parlando, fu András L. Áchim che fondò il partito dei contadini e riuscì ad ottenere per la città l'elevazione a rango di 'città con assemblea amministrativa'.
Con la prima guerra mondiale la città visse un momento di particolare sofferenza a seguito dell'invasione da parte delle truppe rumene che la tennero nelle loro mani nel biennio 1919-1920. A seguito del Trattato del Trianon l'Ungheria perse le città di Arad, Gran Varadino (Oradea) e Temesvár (Timișoara) e così Békéscsaba divenne il centro più importante della regione rimasta sotto il controllo magiaro.
Nel periodo tra le due guerre una forte depressione economica portò una crisi occupazionale che mise in ginocchio l'economia locale; a peggiorare la situazione fu un'alluvione che nel 1925 contribuì ad aggravare la situazione già disastrosa della città.
La Seconda guerra mondiale risparmiò i territori circostanti Békéscsaba dall'infuriare dei combattimenti, ma due episodi tragicamente fatali segnarono ulteriormente la storia di questo centro.
Tra il 24 ed il 26 giugno del 1944 circa 3.000 ebrei furono deportati ad Auschwitz e il successivo 21 settembre un bombardamento dell'aviazione anglo-americana distrusse la stazione e le aree ad essa circostanti causando la morte di 100 persone.
Il 6 ottobre del 1944 le truppe sovietiche entrarono ed occuparono la città.
Finita la guerra, sotto il regime socialista, tale municipio venne posto a capo della contea di Békés nel 1950.
Da allora iniziò anche una crescita industriale, in particolare nel settore alimentare, che ha conosciuto una crisi piuttosto importante nel 1990 a seguito della dissoluzione del regime; tuttavia oggi sembra che lo spettro della recessione sia stato spazzato via e Békéscsaba è tornata a veder crescere il proprio sviluppo.

## Siti di interesse turistico

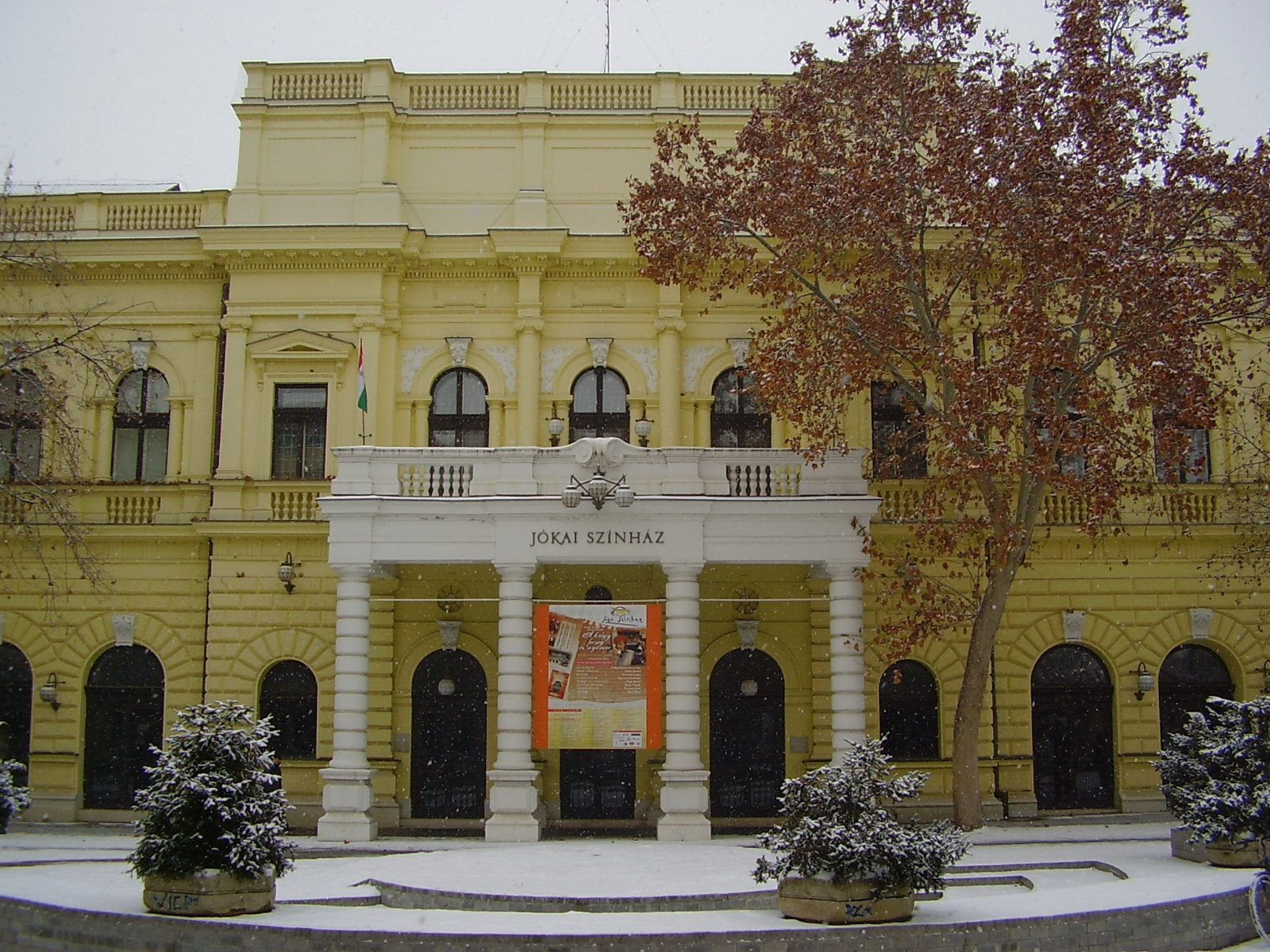
Il teatro Jókai

- Concattedrale di Sant'Antonio di Padova del 1910
- Chiesa evangelica in stile barocco (XVIII secolo)
- Chiesa evangelica in stile neoclassico (XIX secolo)
- Municipio (disegnato da Miklós Ybl nel 1873)
- Museo Mihály Munkácsy
- Museo del folklore slovacco
- Teatro Mór Jókai

## Amministrazione

### Gemellaggi
- Beiuș
- Odorheiu Secuiesc
- Mikkeli
- Tarnowskie Góry
- Trenčín
- Užhorod
- Wittenberg
- Zrenjanin